# Ferien mit einem Wal
Ferien mit einem Wal ist ein US-amerikanisches Filmdrama aus dem Jahr 1977.

## Inhalt
Der kleine Joey liebt Fische über alles. Um sie zu beobachten, dringt er heimlich ins Marineland ein. Als er erwischt wird, bekommt er vom dort angestellten „Doc“ die Erlaubnis, im Park auszuhelfen. Als seine Mutter und seine Tante von der Dressur von Mörderwalen erfahren, sind sie entschlossen, Joey von seiner Leidenschaft abzubringen. Doch dieser lässt sich nicht beirren. Als Joey wegen des Verbots von zuhause ausreißt, in Seenot gerät und nur ein Delfin ihn retten kann, sind auch seine Angehörigen überzeugt, dass die Arbeit mit den Meerestieren eine gute Sache ist.

## Hintergrund
Die Dreharbeiten fanden unter anderem im früheren Meeres-Themenpark Marineland of the Pacific in Kalifornien statt.
Der Film wurde im Dezember 1976 in Kanada und im Februar 1977 in den Vereinigten Staaten veröffentlicht. Die deutsche Synchronfassung entstand 1981 durch die FFS Film- & Fernseh-Synchron GmbH, München. Hauptdarsteller William Shatner wird darin von Klaus Kindler gesprochen.